# Moses van Uyttenbroeck
Moses van Uyttenbroeck ou Moses Matheusz. van Uyttenbroeck ou Moyes van Wtenbrouck (1600, La Haye - 1646, La Haye) est un peintre et graveur néerlandais du siècle d'or. Il est connu pour ses peintures de scènes religieuses, de scènes mythologiques classiques, de portraits, de paysages italianisants, et ses trompe-l'œil.

## Biographie
Moses van Uyttenbroeck  est né en 1600 à La Haye aux Pays-Bas. Il devient membre de la Guilde de Saint-Luc de la Haye en 1614.
Il est actif à La Haye de 1615 jusqu'à sa mort. Il est le jeune frère du peintre Jan Matheusz Uyttenbroeck.
Il meurt en 1646 à La Haye.

## Œuvres
- Une nymphe surprise durant son bain par un satyre[2], Rijksmuseum, Amsterdam
- La fille de Pharaon découvre Moise dans un panier de jonc[3], Rijksmuseum, Amsterdam
- Paysage avec nymphes, Alger, Musée national des beaux-arts d'Alger.